# En dag kommer allt det här bli ditt
En dag kommer allt det här bli ditt är en svensk dramakomedifilm från 2023 i regi och manus av Andreas Öhman.
Filmen hade biopremiär i Sverige den 3 februari 2023, utgiven av SF Studios.

## Handling
Den framgångsrika serietecknaren Lisa och hennes syskon samlas på sina föräldrars gård för första gången på över tio år. Föräldrarna vill att endast en av dem ska ärva skogen, som i generationer funnits i familjens ägo.

## Rollista (i urval)
- Karin Franz Körlof – Lisa
- Peter Haber – pappa
- Suzanne Reuter – mamma
- Liv Mjönes – Josefin
- Arvin Kananian – Alex
- Elvis Ral Lustig – Artur
- Mattias Fransson – Håkan
- Emil Almén – Paul
- Filip Berg – Johnny

## Produktion
Filmen producerades av Grand Slam Filmproduktion i samproduktion med Filmpool Nord, SF Studios, Breidablick Film Produktion och Naive AB med produktionsstöd från Svenska filminstitutet, Creative Media Europe och Nordisk Film och TV-fond och spelades in i Västra Götaland och Norrbotten.